# Józef Kępiński
Józef Jan Kępiński (ur. 19 czerwca 1917 w Ruszkowie, zm. 7 sierpnia 1981 w Szczecinie) – polski inżynier chemik, specjalista w zakresie technologii chemicznej nieorganicznej, nauczyciel akademicki i rektor Politechniki Szczecińskiej w latach 1965–1975, poseł na Sejm PRL V kadencji.

## Życiorys
Ukończył gimnazjum w Lipnie, a następnie zaczął studia na Wydziale Chemicznym Politechniki Warszawskiej (1936–1939). W czasie II wojny światowej brał udział w wojnie obronnej Polski, a następnie został wywieziony na roboty przymusowe do Niemiec. Po wojnie wrócił na studia i w 1947 uzyskał dyplom magistra inżyniera chemika. Już podczas studiów rozpoczął pracę jako asystent w Katedrze Technologii Chemicznej PW. W 1954 przeniósł się na Wydział Chemiczny Szkoły Inżynierskiej w Szczecinie (przekształconej w 1955 w Politechnikę Szczecińską), gdzie objął stanowisko zastępcy profesora i kierownika nowej Katedry Technologii Chemicznej Nieorganicznej. Tam przeszedł przez wszystkie szczeble kariery akademickiej: stopień kandydata nauk chemicznych (1957), stanowisko docenta etatowego (1958), profesora nadzwyczajnego (1967), profesora zwyczajnego (1975). Od 1970 był dyrektorem Instytutu Technologii Chemicznej. Pełnił funkcję prodziekana Wydziału Chemicznego (1956–1958) i dziekana (1960–1964). Przez dziesięć lat był rektorem Politechniki Szczecińskiej (1965–1975). 
Józef Kępiński brał udział w pracach Polskiej Akademii Nauk, Naczelnej Organizacji Technicznej, Polskiego Towarzystwa Chemicznego i Szczecińskiego Towarzystwa Naukowego. Był posłem na Sejm PRL V kadencji, bez przynależności partyjnej.
Józef Kępiński pełnił funkcję przewodniczącego Wydziału IV w Szczecińskim Towarzystwie Naukowym (1963–1966), Zarządu Oddziału Wojewódzkiego NOT w Szczecinie, Sekcji „Ochrona środowiska” w Polskim Towarzystwie Chemicznym (był organizatorem Sekcji). Był też członkiem Komisji Badań Morza PAN, Nauk Chemicznych PAN oraz Komisji Nauki i Oświaty Wojewódzkiej Rady Narodowej w Szczecinie.
Józef Kępiński został pochowany na Cmentarzu Centralnym w Szczecinie.

## Tematyka prac naukowych i publikacje

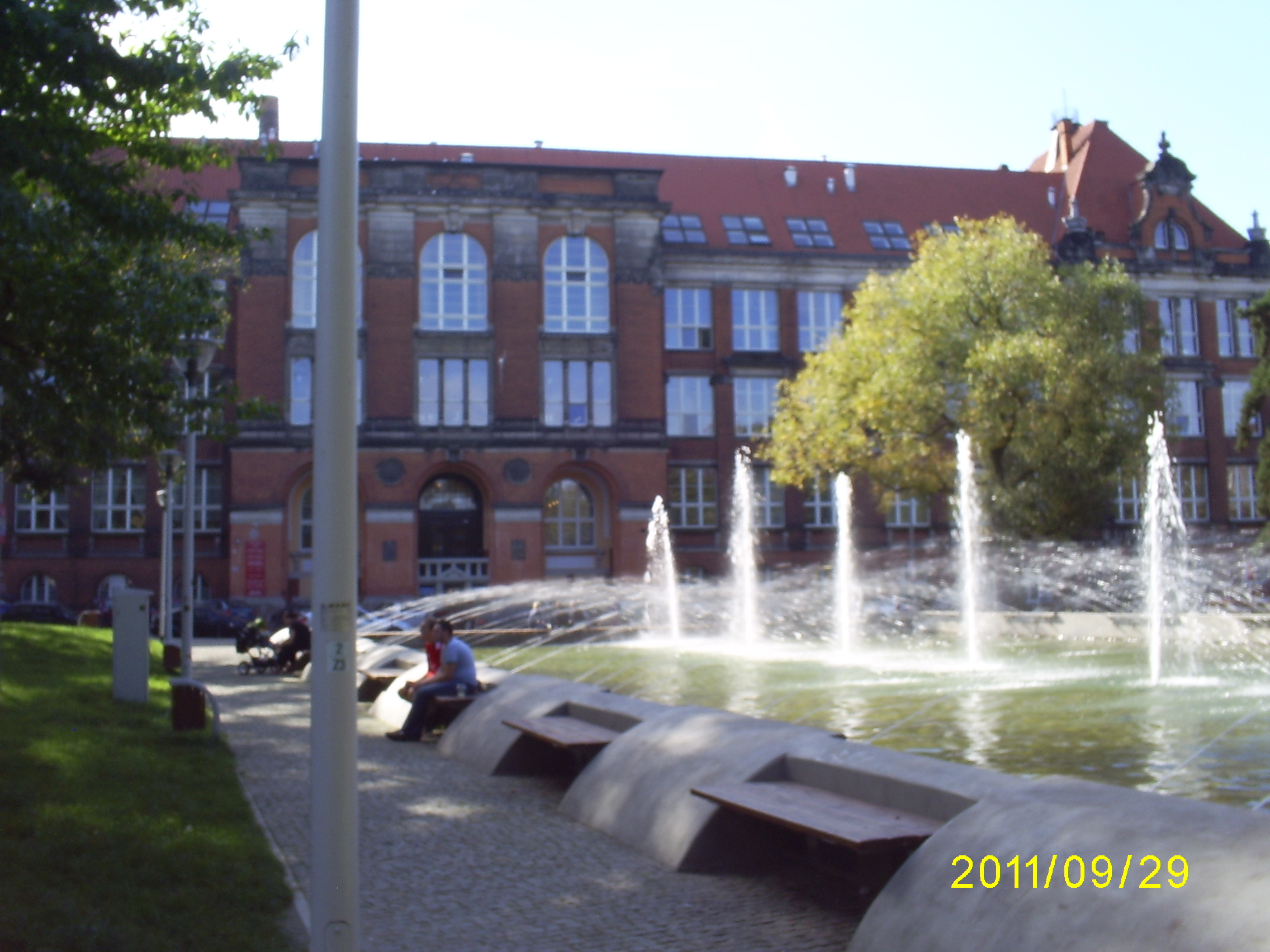
Politechnika Szczecińska – budynek Wydziału Technologii Chemicznej („Stara Chemia”)

Profesor Józef Kępiński był specjalistą w dziedzinie technologii nawozów sztucznych i związków chloru; zajmował się także zagadnieniami oczyszczania ścieków metodą odwróconej osmozy i odsalania wód (np. uczestniczył w międzynarodowych konferencjach Fresh Water from the Sea). Należał do inicjatorów wprowadzenia kierunku kształcenia „ochrona środowiska” na studia techniczne. Opracował oryginalne artykuły naukowe, podręczniki akademickie i inne publikacje, np. rozdział w popularnym przez dziesięciolecia Kalendarzu Chemicznym (cz. II – najważniejsze procesy jednostkowe, dane fizykochemiczne i ruchowe). Akademickie podręczniki technologii chemicznej, opracowane przez Kępińskiego lub z jego udziałem wielokrotnie wznawiane: 
- Chemia techniczna nieorganiczna. PWT 1958[6] (wsp. Zdzisław Sołtys)
- Wstęp do technologii chemicznej. Wyd. Uczeln. PS Szczecin 1978[7]
- podręcznik Technologia chemiczna nieorganiczna, wydany 4-krotnie, po uzupełnianiach z udziałem współautorów:

– Józef Kępiński, PWN Warszawa, 1964 (wyd. 1);
– Józef Kępiński, Kazimierz Kałucki (rozdz. 17), PWN Warszawa, 1974 (wyd. 2);
– Józef Kępiński, Kazimierz Kałucki (rozdz. 17), PWN Warszawa, 1975 (wyd. 3);
– Józef Kępiński, Kazimierz Kałucki, Iwo Pollo, PWN Warszawa, 1984 (wyd. 4).
W dorobku Józefa Kępińskiego są też kolejne wydania tłumaczenia książek dwukrotnego laureata Nagrody Nobla, Linusa Paulinga (absolwenta Massachusetts Institute of Technology, kierunek Chemical Engineering). Książka Chemia ogólna: wstęp do chemii opisowej z zarysem nowoczesnych teorii (przekład: J. Kępiński, rozdz. 28 i 29 – Jadwiga Deles) była wydana przez Wydawnictwo Naukowe PWN w latach 1959 i 1963, a książka Chemia (Linus Pauling, Peter Pauling; tłumaczenie: J. Kępiński, A. Przepiera, J. Deles) – trzykrotnie, w 1983, 1989 i 1997.  

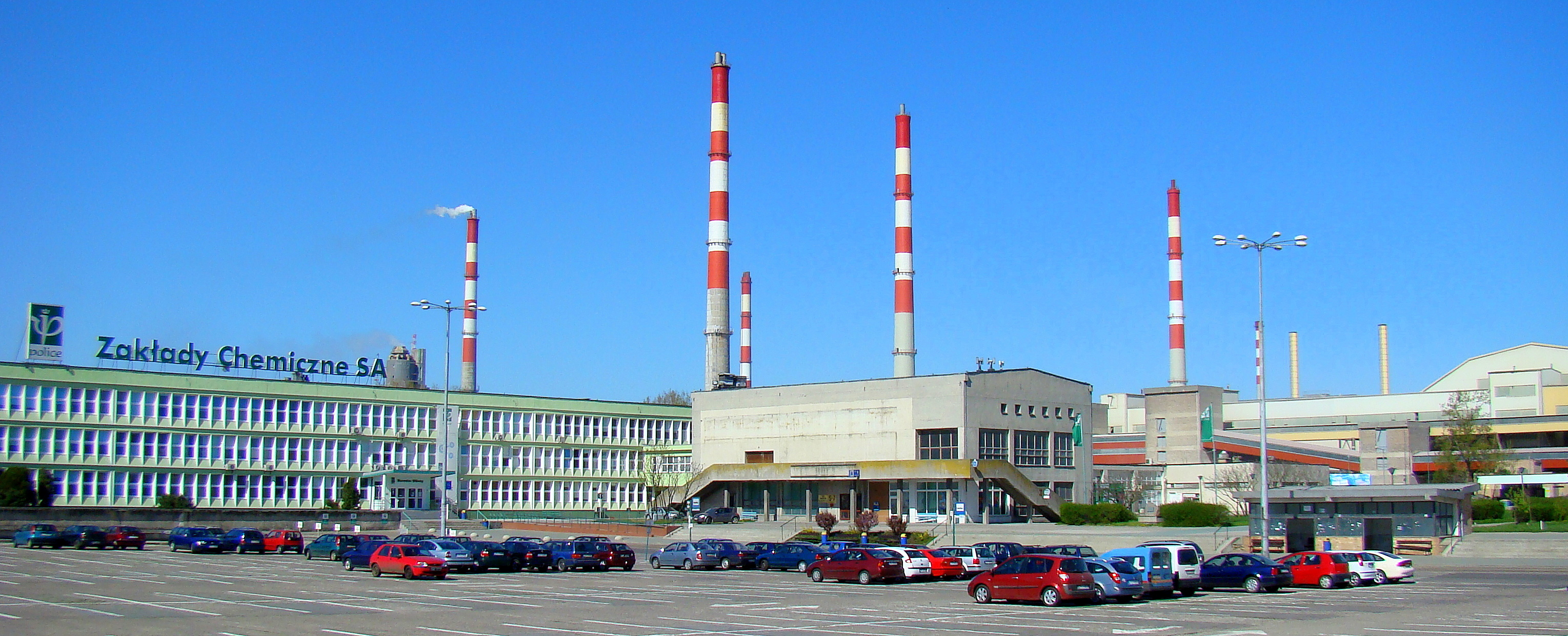
Kombinat ZCh Police (powst. 1964), produkujący m.in. fosforowe nawozy sztuczne, współpracujący z Instytutem Technologii Chemicznej PS

Publikacje dotyczące chemii i technologii chloru i jego związków reprezentują np.
- Technologia chloru i związków chloru. WNT Warszawa 1963[12]
- Dwutlenek chloru i chloryny: Chemia, technologia, zastosowanie. PWN Poznań 1967[13]
- Odsalanie mórz i oceanów (współautor: Nikodem Chlubek), t. 221 serii wydawniczej Omega. Wiedza Powszechna Warszawa 1972[14]
- Kontaktowe utlenianie chlorowodoru (red. J. Kępiński). PWN Poznań 1973[15]

## Odznaczenia i upamiętnienie
- Józef Kępiński został odznaczony Krzyżem Kawalerskim (1966) i Oficerskim (1972) Orderu Odrodzenia Polski[2].
- Wydział Technologii i Inżynierii Chemicznej wyraził pamięć o Józefie Kępińskim m.in. przez wmurowanie tablicy przy wejściu do budynku tzw. „Starej Chemii” (ul. Pułaskiego 10). Aula w tym budynku nadano imię prof. Józefa Kępińskiego (w maju 2011 odbyło się w niej sympozjum nt. fotokatalizy, organizowane przez następców patrona we współpracy z producentem nawozów, Zakładami Chemicznymi „Police”[11]).
- Pamięć o twórcy Wydziału podtrzymują nauczyciele szczecińskich szkół (wśród nich wielu absolwentów Wydziału Chemicznego PS), o czym świadczy zakres materiału z chemii, przekazany uczestnikom konkursu „Omnibus 2010” nt. Wybitni Polacy w dziejach powojennego Szczecina[16]:

Zakres materiału z chemii: Najważniejsi są ludzie – Rola Uczonych przy powoływaniu i działalności Szkoły Inżynierskiej w Szczecinie oraz Wydziału Chemicznego Politechniki Szczecińskiej: 
- Dr Jerzy Szmid
- Profesor Tadeusz Rosner
- Profesor Karolina Paluch
- Profesor Józef Kępiński